# Culture du Lesotho

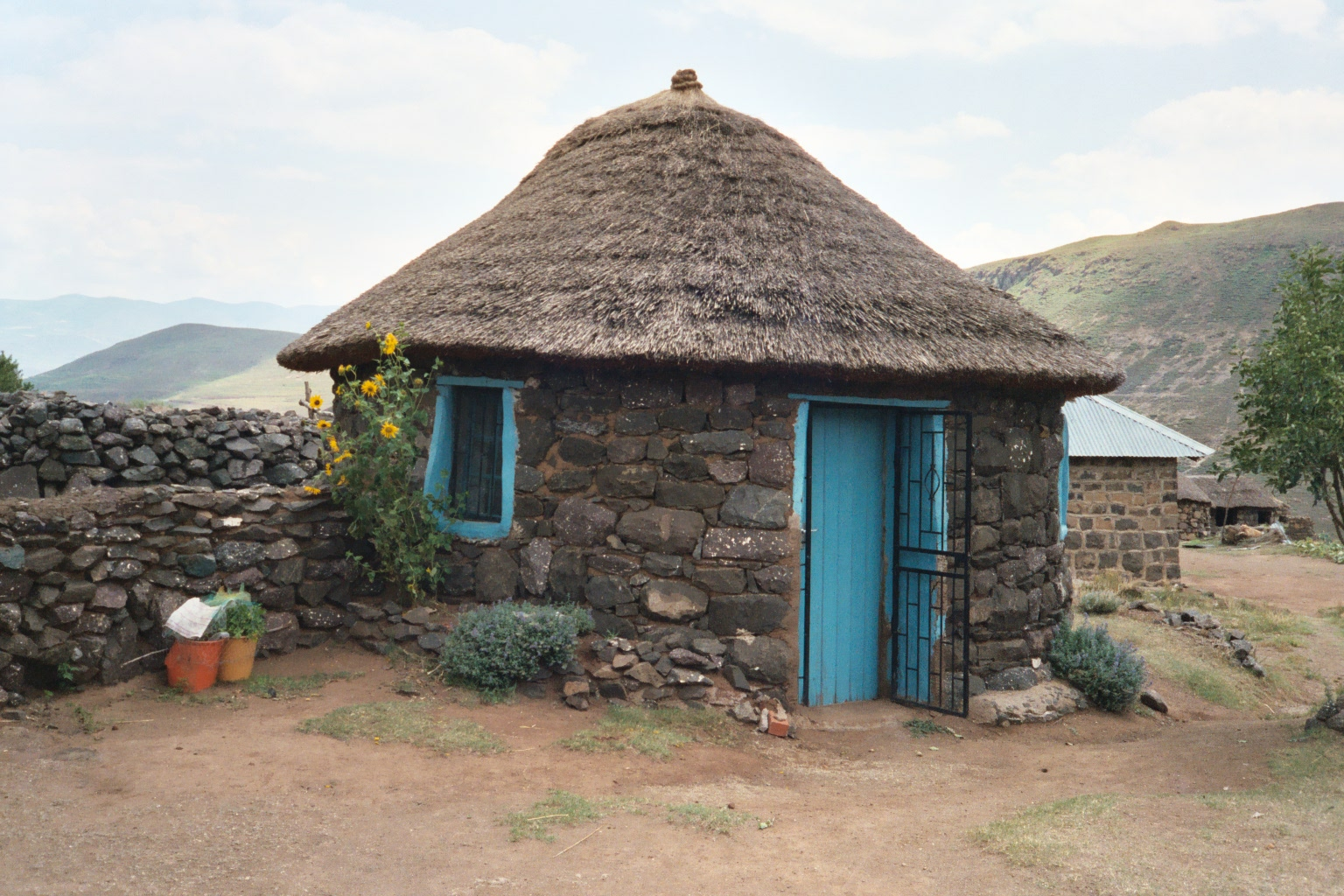
Rondavelle dans un village du Lesotho

La culture lésothienne est définie par les pratiques culturelles observables des 2 000 000 d'habitants du Lesotho.

## Langues
- Langues au Lesotho : sotho, anglais, zoulou...
- Langues du Lesotho

## Traditions

### Religion
- Religion au Lesotho (en),
- Christianisme au Lesotho (90 %) : catholicisme (40-45 %), évangélisme (25-26 %), autres (15-19 %)
- Islam au Lesotho, Hindouisme,
- Religions traditionnelles africaines, Animisme, Fétichisme, Esprit tutélaire, Mythologies africaines, Religion Sotho
- Religion en Afrique, Christianisme en Afrique, Islam en Afrique
- Islam radical en Afrique noire
- Anthropologie religieuse

### Symboles
- Lesōthō fatše la bo ntat'a rōna, hymne national du Lesotho
- Drapeau du Lesotho, depuis 2006
- Armoiries du Lesotho

## Société
- Motsoalle (en), amitié féminine
- Polygamie au Lesotho (en)
- Fêtes au Lesotho (en)

## Arts de la table
- Cuisine lésothienne

## Sports
- Sports au Lesotho
- Jeux africains ou Jeux panafricains, depuis 1965, tous les 4 ans (...2011-2015-2019...)

## Médias

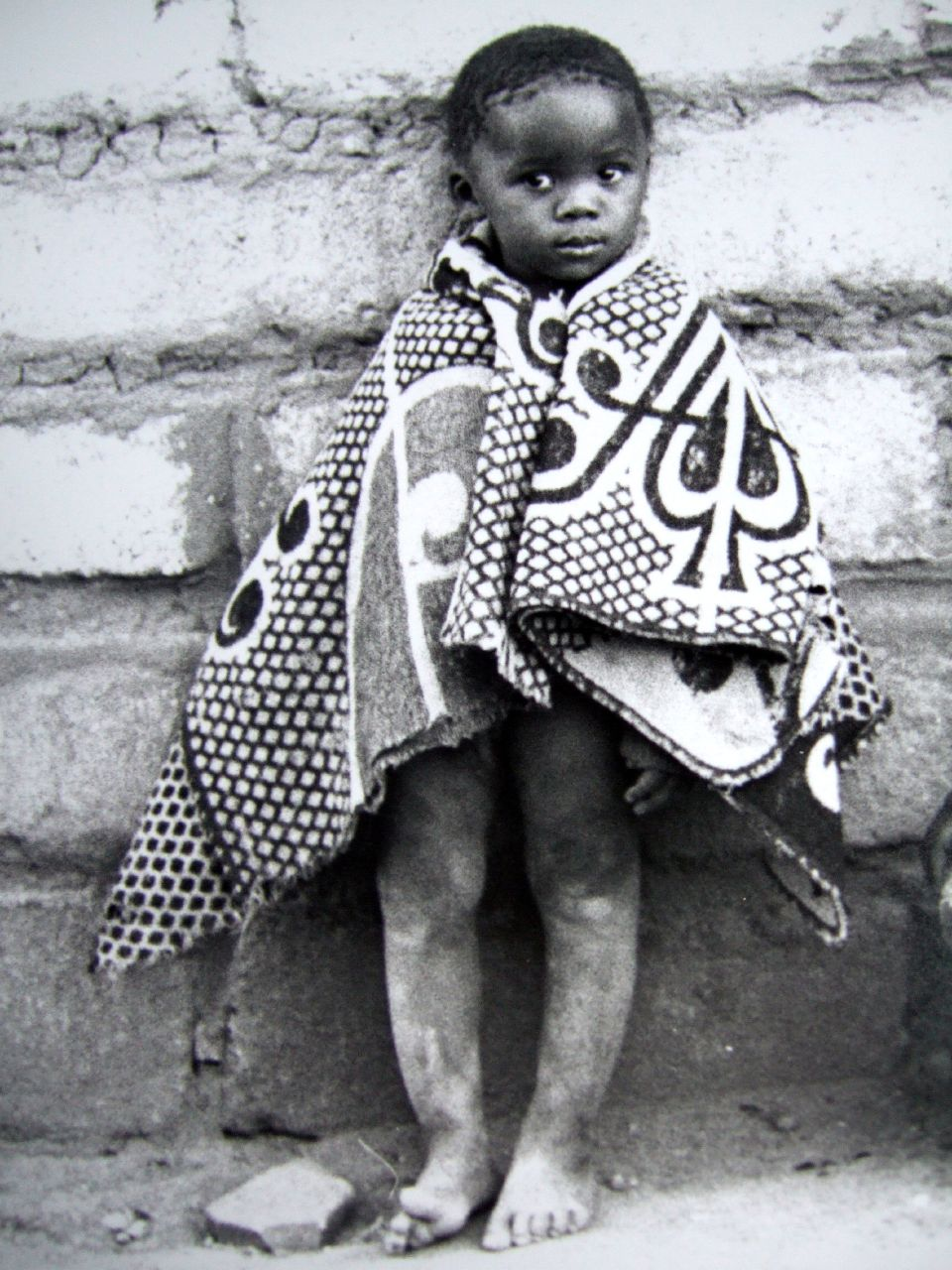
Enfant enroulé dans une couverture mosotho

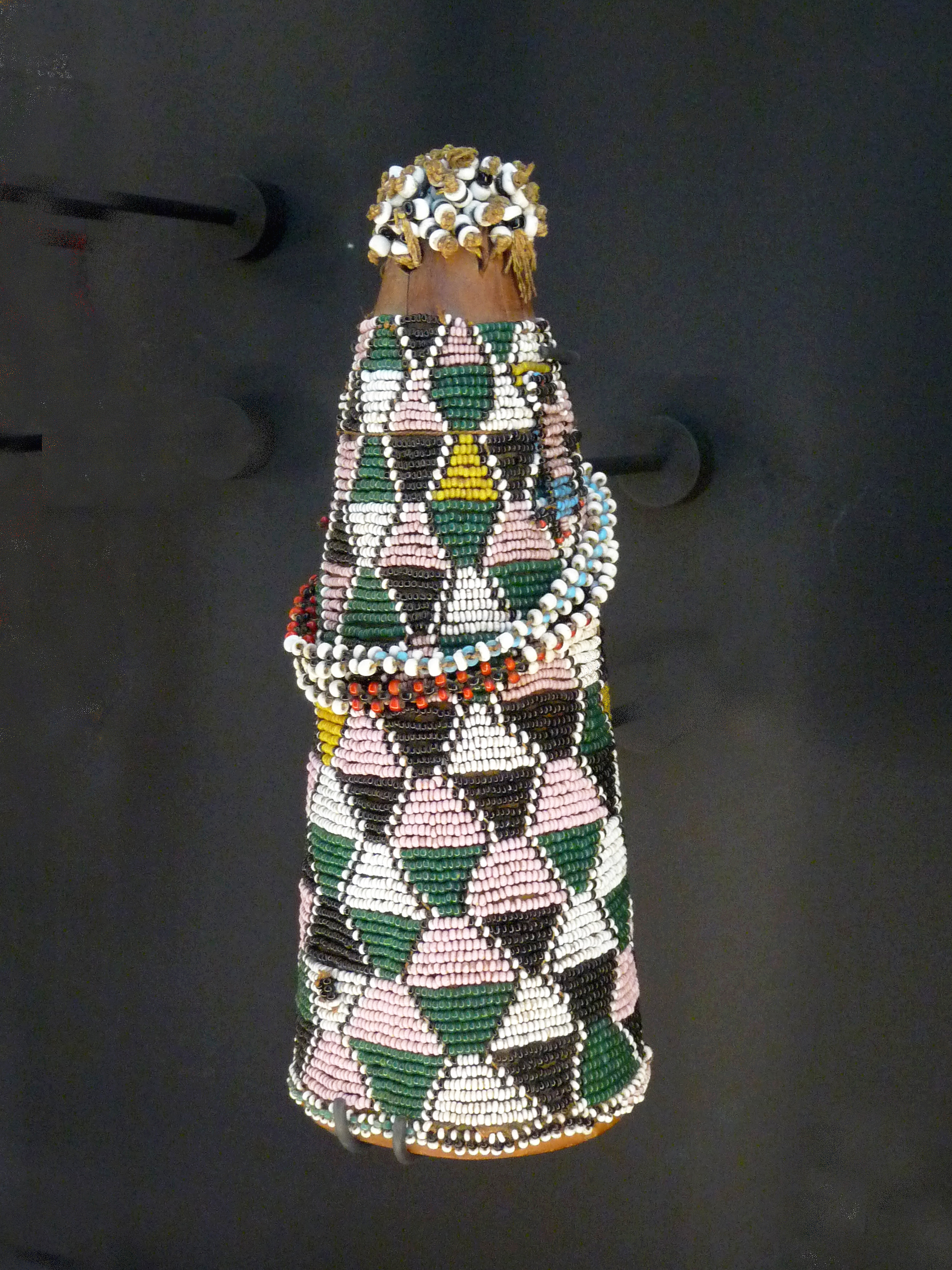
Poupée de fertilité mosotho

En 2016, le classement mondial sur la liberté de la presse établi chaque année par Reporters sans frontières situe le Lesotho au 73e rang sur 180 pays. Généralement respectée, la liberté de l'information y a cependant fait les frais de la crise politique de 2015 et renforcé l'autocensure.

### Internet (.ls)
Internet

## Littérature
- Littérature lésothienne (en)
- Quelques auteurs :
  - Thomas Mofolo (1876-1948), écrivain, Chaka. Une épopée bantoue (1925, en sotho du Sud) (1931, en anglais)
  - 'Masechele Caroline Ntseliseng Khaketla (1918-2012), enseignante, nouvelliste, dramaturge, poétesse, de langue sotho du Sud, dramaturge, poétesse
  - Mpho 'M'atsepo Nthunya (1930-), Chantons pour chasser la faim (en) (1996)
  - Moroesi Akhionbare (1945–2020)
  - Mzamane Nhlapo...

## Arts visuels
- Litema, art mural sesotho

## Arts du spectacle
- Morija Arts & Cultural Festival (en)

### Musique
- Musique lésothienne (en)
- Mbaqanga
- Famo (musique) (de)

### Danse

Danses du Lesotho.
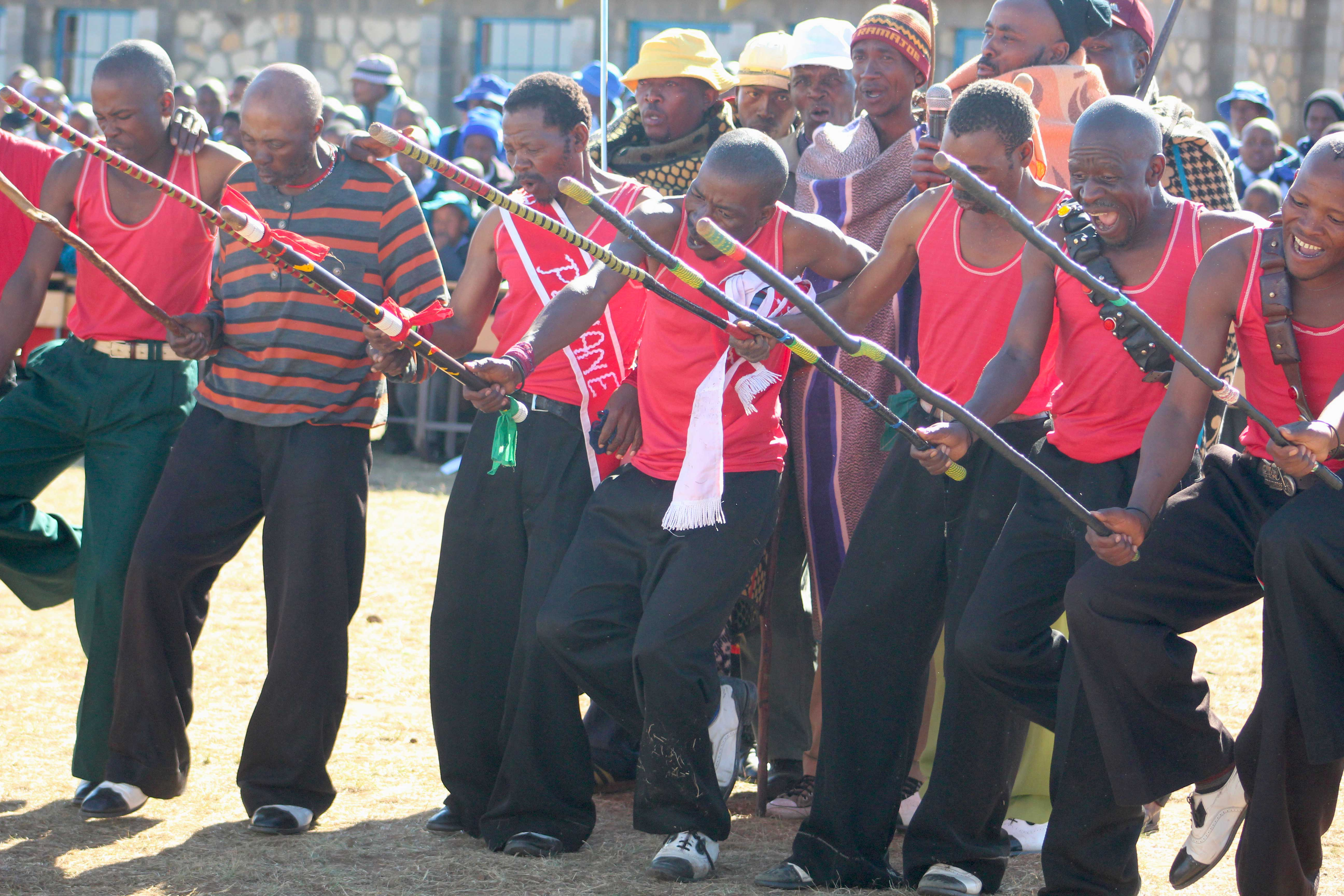
Mohobelo.
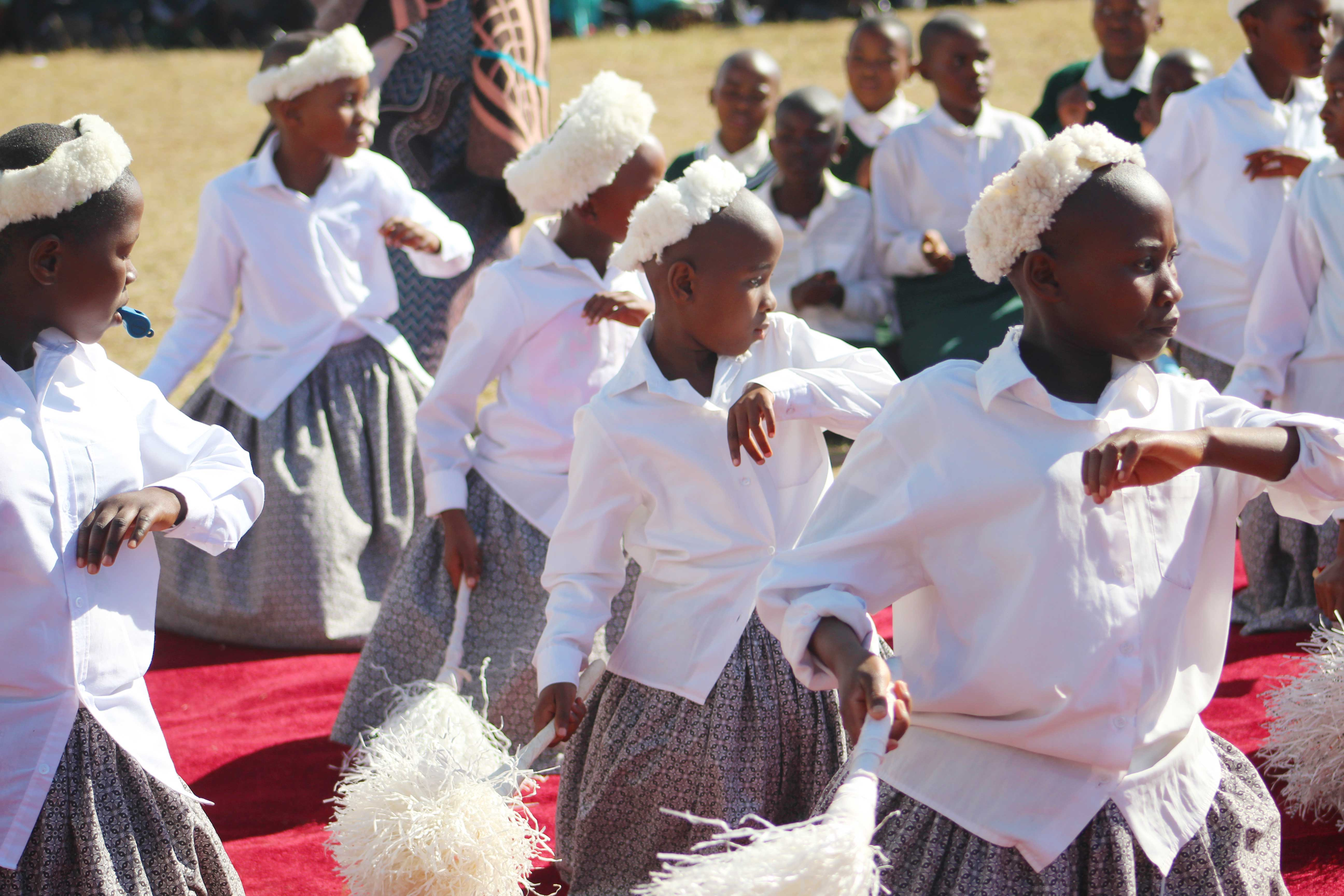
Mokhibo.
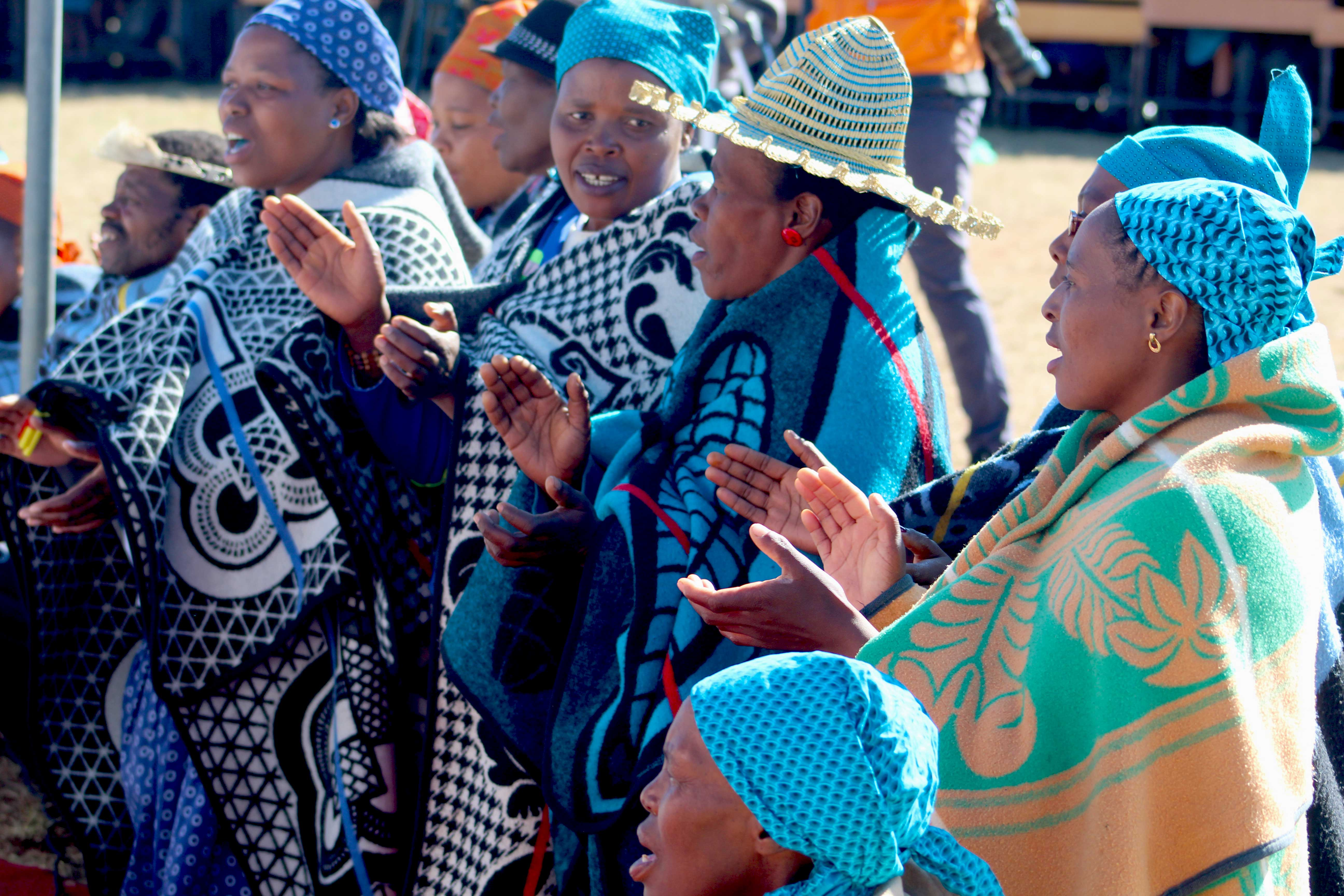
Accompagnement du mokhibo.
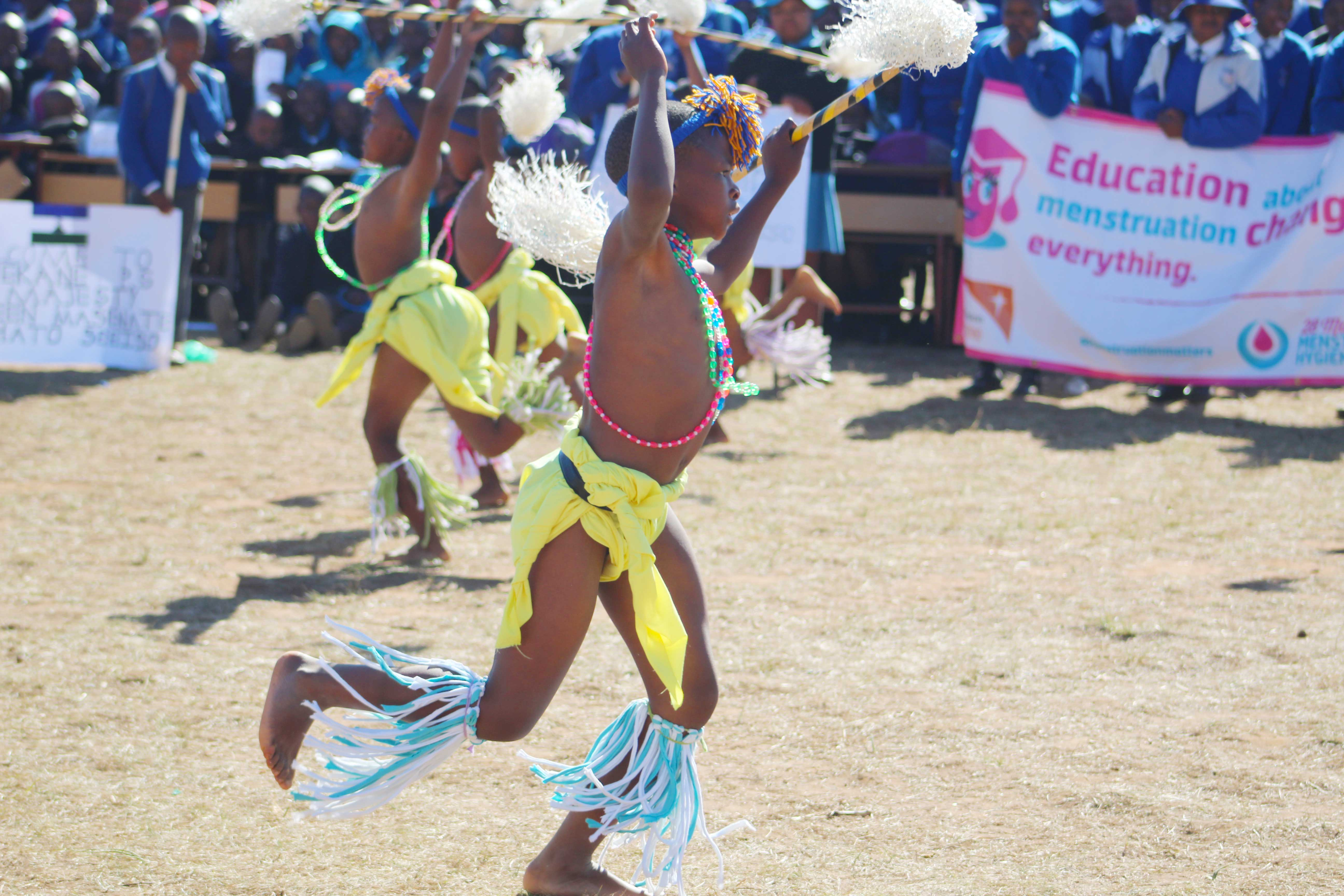
Ndlamo.

### Théâtre
- Troupe Marotholi Travelling Theatre[5], de Bra Zakes Mda[6]
- Formes mineures des arts de scène

## Patrimoine
Le programme Patrimoine culturel immatériel (UNESCO, 2003) n'a rien inscrit pour ce pays dans sa liste représentative du patrimoine culturel immatériel de l’humanité (au 15/01/2016).
Le programme Mémoire du monde (UNESCO, 1992) n'a rien inscrit pour ce pays dans son registre international Mémoire du monde (au 15/01/2016).

### Musées et autres institutions
- Liste de musées au Lesotho.

### Liste du Patrimoine mondial
Le programme Patrimoine mondial (UNESCO, 1971) a inscrit dans sa liste du Patrimoine mondial (au 12/01/2016) : Liste du patrimoine mondial au Lesotho.

### Discographie
- (en) Music of Lesotho (collec. Bill Wood), Smithsonian Folkways recordings, Washington, D.C., 1976
- (en) Tswana and Sotho voices : Botswana, South Africa, Lesotho : 1951 '57 '59 (collec. Hugh Tracey), International Library of African Music, Grahamstown, 2000

### Filmographie
- Couleurs et grands espaces du Lésotho, film de Béatrice Petit, 1998, 51 min (VHS)